# Giáo hoàng Phanxicô
Giáo hoàng Phanxicô (tiếng Latinh: Franciscus [franˈkiskus]; tiếng Ý: Francesco; tiếng Tây Ban Nha: Francisco; 17 tháng 12 năm 1936 – 21 tháng 4 năm 2025; tên thật là Jorge Mario Bergoglio) là vị giáo hoàng thứ 266 của Giáo hội Công giáo Rôma. Ông là vị Giáo hoàng người Argentina đầu tiên trong lịch sử.
Ông sinh tại Buenos Aires, Argentina trong một gia đình có năm anh em di dân gốc Ý. Từ khi còn nhỏ, Bergoglio đã biết được hai thứ tiếng Tây Ban Nha và Ý. Bergoglio bắt đầu học Thần học sau khi có bằng Thạc sĩ Hóa học của Đại học Buenos Aires. Ngày 11 tháng 3 năm 1958, ông gia nhập Dòng Tên ở Argentina. Đến năm 1969, ông trở thành Linh mục và sau đó đảm nhiệm nhiều vai trò khác nhau trong Giáo hội. Từ năm 1998, ông trở thành Tổng Giám mục của Tổng giáo phận Buenos Aires. Đến năm 2001, Giáo hoàng Gioan Phaolô II phong ông làm hồng y.
Ngày 13 tháng 3 năm 2013, ông được bầu làm Giáo hoàng trong cuộc Mật nghị Hồng y sau khi Giáo hoàng Biển Đức XVI thoái vị trước đó vào ngày 28 tháng 2, thánh lễ Khai mạc sứ vụ Mục tử toàn thể Hội Thánh (lễ nhậm chức) được cử hành vào ngày 19 tháng 3 năm 2013, trùng vào lễ kính Thánh Giuse. Vì ông sinh tại Argentina nên ông là vị Giáo hoàng đầu tiên đến từ Châu Mỹ Latinh, đồng thời cũng là vị Giáo hoàng đầu tiên không phải từ châu Âu kể từ hơn 1200 năm qua (tính từ Giáo hoàng Grêgôriô III); và là tu sĩ Dòng Tên đầu tiên làm người kế vị Thánh Phêrô. Tông hiệu của ông, Phanxicô, cũng là tông hiệu lần đầu tiên được một Giáo hoàng dùng và nó được lấy từ tên của thánh Phanxicô thành Assisi.
Xuyên suốt sự nghiệp giáo hoàng của mình, Phanxicô được đánh giá là người khiêm nhường, quan tâm đến người nghèo, và sẵn sàng đối thoại với các nhóm cộng đồng có tư tưởng, xuất thân và niềm tin khác nhau. Sau khi đắc cử Giáo hoàng, ông thể hiện một tác phong giản dị hơn trong quá trình làm việc hàng ngày, chẳng hạn ông chọn nơi cư ngụ là Lưu xá Thánh Mátta (một nhà khách của Vatican) thay vì trong căn hộ dành riêng cho Giáo hoàng tại điện Tông Tòa; mặc áo lễ đơn giản hơn và từ chối mặc chiếc áo choàng sặc sỡ truyền thống dành cho Giáo hoàng sau khi đắc cử. Trong chuyến viếng thăm đầu tiên tới một xứ đạo, Phanxicô cho rằng tình yêu là thông điệp mạnh mẽ nhất mà Thiên Chúa đã ban tặng. Mặc dù chỉ mới lên lãnh đạo Giáo hội Công giáo chưa lâu nhưng trong hai năm liên tiếp 2013 và 2014, ông được tạp chí danh giá Forbes xếp hạng ở vị trí thứ 4 trong số những nhân vật quyền lực nhất thế giới, còn tạp chí Time bình chọn ông là nhân vật của năm 2013.

## Thiếu thời
Jorge Mario Bergoglio sinh tại Buenos Aires, Argentina trong một gia đình có năm người con của một công nhân đường sắt người Ý di dân. Sau khi học tại chủng viện Villa Devoto, ông gia nhập Dòng Tên vào ngày 11 tháng 3 năm 1958 và bắt đầu học thần học sau khi có bằng Thạc sĩ hóa học của Đại học Buenos Aires. Ông cũng hoàn thành cử nhân triết học tại Đại học Maximo San José ở San Miguel vào năm 1963, và sau đó giảng dạy văn học và tâm lý học tại hai trường Inmaculada ở Santa Fe, và Salvador ở Buenos Aires. Có một khoảng thời gian ông làm nhân viên bảo vệ trong quán bar, nhân viên quét dọn sàn nhà và tiến hành các thí nghiệm hóa học.

## Trước khi làm giáo hoàng

### Linh mục Dòng Tên
Bergoglio học tại Chủng viện Inmaculada Concepción ở Villa Devoto, thành phố Buenos Aires, ba năm sau thì gia nhập làm tập sinh Dòng Tên vào ngày 11 tháng 3 năm 1958, chính thức làm tu sĩ vào ngày 12 tháng 3 năm 1960 với lời khấn tạm. Năm 1967, Bergoglio hoàn thành nghiên cứu thần học và được Tổng Giám mục José Ramón Castellano truyền chức linh mục ngày 13 tháng 12 năm 1969. Từ đó, ông làm giáo sư phân khoa triết học và thần học San Miguel - một chủng viện ở San Miguel, Buenos Aires. Năm 1973, Bergoglio hoàn tất kỳ linh thao tại Alcalá de Henares, Tây Ban Nha và ông khấn trọn Dòng Tên vào ngày 22 tháng 4 năm đó. Dòng Tên bầu ông làm Giám tỉnh của Dòng tại Argentina từ năm 1973 đến 1979. Đến năm 1980, ông trở thành giám đốc chủng viện San Miguel - nơi ông đã được đào tạo từ thời là chủng sinh. Ông phục vụ trong cương vị đó cho đến năm 1986 rồi sang Đức hoàn thành luận án tiến sĩ. Trở về Argentina, ông làm linh mục giải tội và linh hướng cho một cộng đồng Dòng Tên tại Córdoba. Khi còn ở Đức, ông được thấy bức tranh Đức Mẹ tháo gỡ nút thắt (Mary Untier of Knots) tại Augsburg, ông mang một bản sao của bức tranh về Argentina, và từ đó nó đã trở thành một biểu tượng sùng kính Đức Mẹ quan trọng.

### Giám mục và Tổng Giám mục

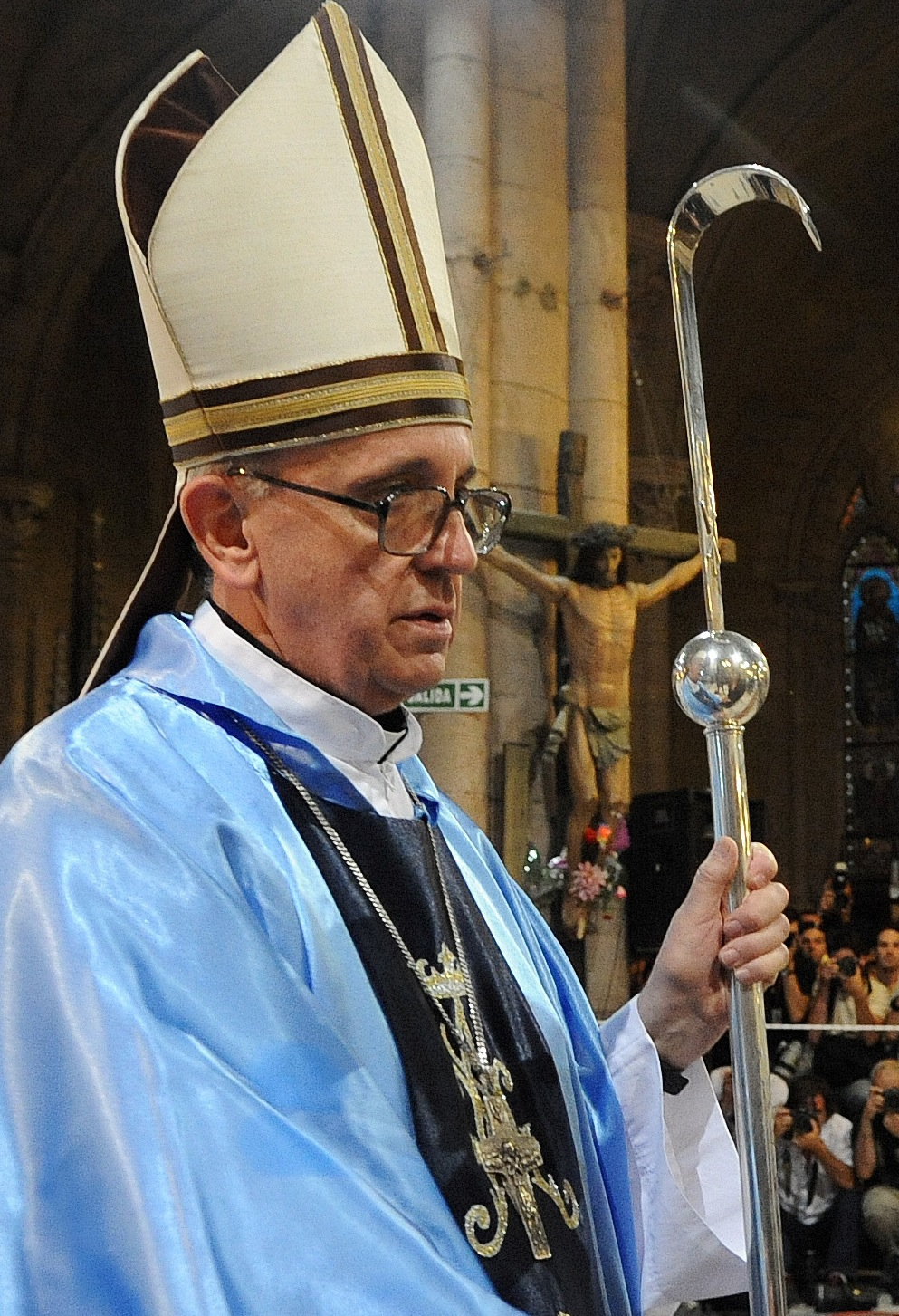
Hồng y Bergoglio năm 2008

Bergoglio được bổ nhiệm làm giám mục phụ tá của Tổng giáo phận Buenos Aires vào ngày 20 tháng 5 năm 1992 với Hiệu tòa Auca, lễ tấn phong giám mục cử hành ngày 27 tháng 6 cùng năm do Hồng y Antonio Quarracino, Tổng giám mục của Tổng giáo phận Buenos Aires chủ phong. Ông đã chọn khẩu hiệu giám mục là Miserando atque eligendo (Cảm thương và lựa chọn) - được trích từ bài giảng của Thánh Bede theo ý đoạn Tin Mừng Mátthêu 9:9-13.
Khi sức khỏe Tổng Giám mục Tổng giáo phận Buenos Aires là Hồng y Antonio Quarracino suy yếu, vào ngày 3 tháng 6 năm 1997, Giám mục phụ tá Bergoglio được bổ nhiệm làm Tổng Giám mục phó của Tổng giáo phận Buenos Aires (với quyền kế vị). Ông chính thức kế vị chức Tổng Giám mục Buenos Aires vào ngày 28 tháng 8 năm 1998. Trên cương vị Tổng giám mục Buenos Aires, Bergoglio đã thành lập nhiều giáo xứ mới và tái cấu trúc lại các cơ quan của tổng giáo phận, ông cũng đi đầu trong các sáng kiến phò sự sống và tạo ra một ủy ban hòa giải các vụ ly hôn. Một trong những sáng kiến mục vụ lớn của tổng giám mục Bergoglio là tăng cường sự hiện diện của Giáo hội trong các khu ổ chuột của thành phố Buenos Aires. Dưới sự lãnh đạo của ông, số lượng linh mục được phân bổ làm việc trong các khu ổ chuột tăng lên gấp đôi. Ông cũng quan tâm mục vụ cho những người Công giáo theo nghi lễ Đông phương.
Ông được bầu làm chủ tịch của Hội đồng Giám mục Argentina hai nhiệm kỳ cho đến năm 2011. Sau đó, kế nhiệm chức vụ này là Tổng Giám mục José María Arancedo của Tổng giáo phận Santa Fe (anh em họ của cố Tổng thống Argentina Raúl Alfonsín) trước đó là phó chủ tịch. Ngoài ra ông còn là thành viên của Liên Hội đồng Giám mục Mỹ Latinh (CELAM) và kiêm chức bản quyền cho người Công giáo nghi lễ Đông Phương ở Argentina.

### Hồng y
Trong một công nghị diễn ra ngày 21 tháng 2 năm 2001, Tổng Giám mục Bergoglio được Giáo hoàng Gioan Phaolô II phong chức hồng y Hiệu tòa San Roberto Bellarmino (Thánh Rôbetô Belaminô). Trên cương vị hồng y, ông cũng được bổ nhiệm vào một số vị trí hành chính trong Giáo triều Rôma như: thành viên Ủy ban Giáo hoàng về Mỹ Latinh, thành viên của Hội đồng Giáo hoàng về Gia đình, thành viên của Thánh Bộ Phụng Tự và Kỷ luật Bí tích, thành viên của Thánh Bộ Giáo sĩ, thành viên của Thánh Bộ Tu trì và Đời sống tông đồ.
Sau khi Giáo hoàng Gioan Phaolô II qua đời, hồng y Jorge Mario Bergoglio nằm trong số 117 Hồng y dưới 80 tuổi đủ điều kiển tham gia vào một mật nghị để bầu Giáo hoàng. Lần đó, Hồng y Joseph Aloisius Ratzinger đăng quang làm Giáo hoàng Biển Đức XVI. Tờ báo La Stampa từng cho rằng Hồng y Bergoglio là người có số phiếu bầu gần sát với Hồng y Ratzinger trong mật nghị. Hồng y Bergoglio đã khẩn thiết xin các vị hồng y khác đừng bỏ phiếu cho ông. Tuy nhiên, kể từ khi Tông hiến Universi Dominici Gregis (điều 44, tập 2) được Giáo hoàng Gioan Phaolô II phê chuẩn vào 22 tháng 2 năm 1996 thì vạ tuyệt thông tuỳ quyền Giáo hoàng (Giáo luật, điều 1399) cho những ai tiết lộ chi tiết về mật nghị thì những việc này mới chỉ là phỏng đoán. Trước đó, ông đã tham dự tang lễ của Giáo hoàng Gioan Phaolô II và đảm nhận nhiệm vụ nhiếp chính trong Hồng y Đoàn để quản lý Tòa Thánh và Giáo hội Công giáo Rôma trong thời gian khi ấy trống tòa.
Người ta biết đến Hồng y Bergoglio bởi sự khiêm tốn cá nhân, giáo lý bảo thủ và thúc đẩy công bằng xã hội. Ông có một lối sống đơn giản, chỉ sống trong một căn hộ nhỏ, chứ không phải tại tòa Giám mục nguy nga. Ông không đi xe hơi riêng mà chỉ dùng các phương tiện giao thông công cộng.

## Giáo hoàng

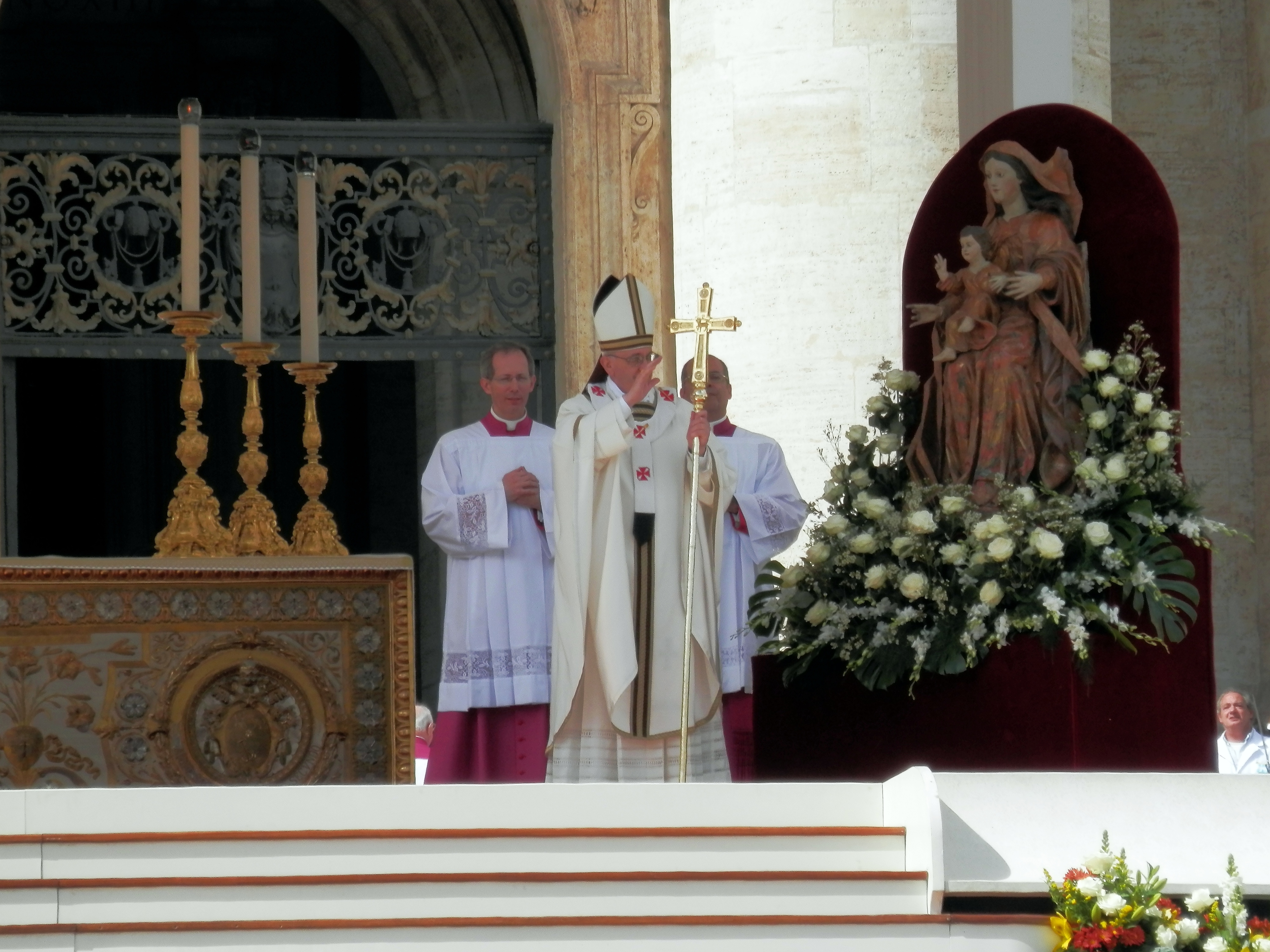
Giáo hoàng Francisco tại lễ nhậm chức Giáo hoàng, 19 tháng 3 năm 2013

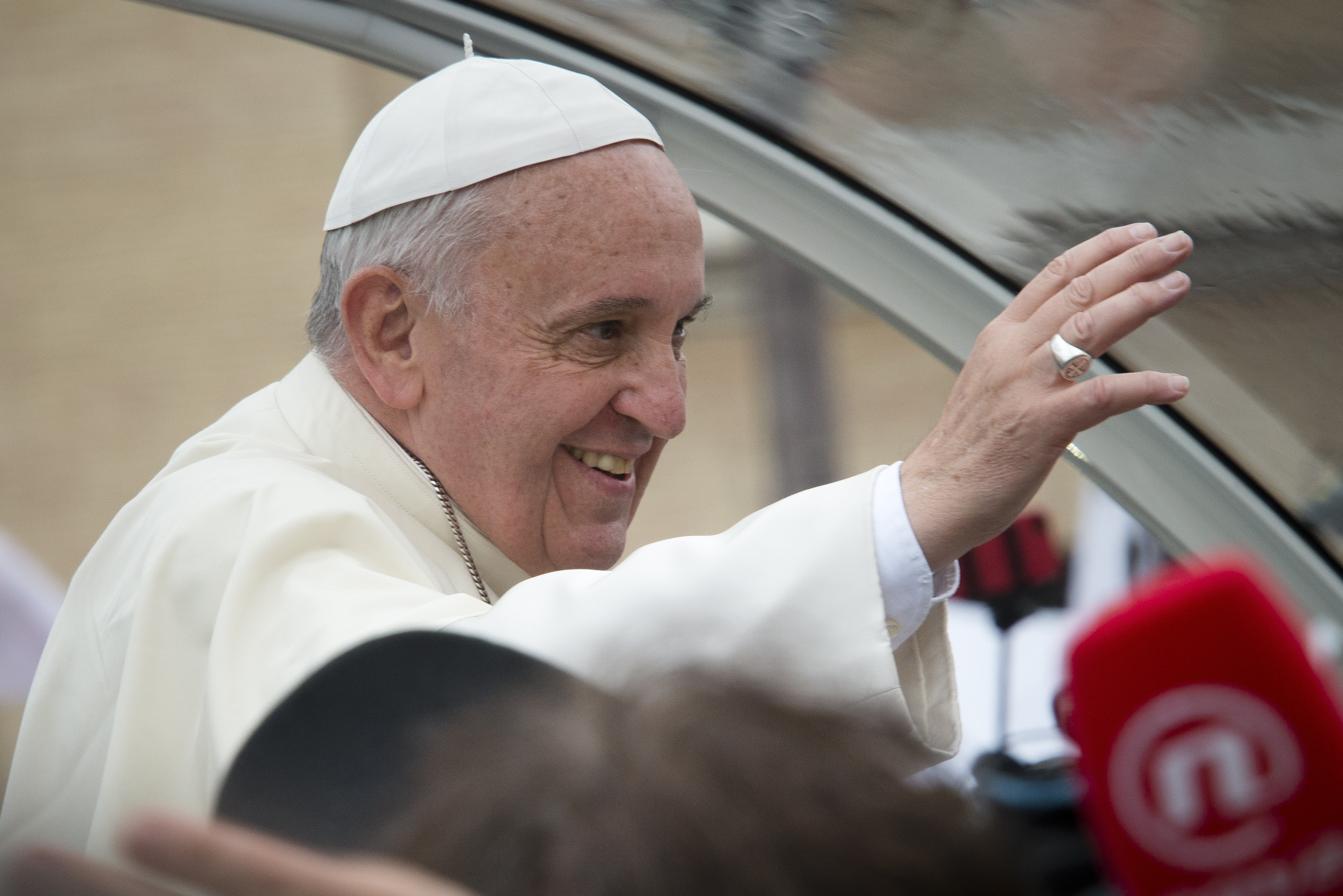
Giáo hoàng tại lễ tuyên thánh các giáo hoàng Gioan XXIII và Gioan Phaolô II, tháng 4 năm 2014.

Bergoglio được bầu làm Giáo hoàng vào ngày 13 tháng 3 năm 2013 trong ngày thứ hai của Mật nghị Hồng y 2013, ông chọn tông hiệu là Giáo hoàng Phanxicô. Giải thích về điều này, Thomas Rosica - phát ngôn viên phó của Vatican nói rằng tân Giáo hoàng chọn tông hiệu Phanxicô là liên quan đến Thánh Phanxicô thành Assisi khó nghèo, vì ông vốn sống theo gương thánh nhân. Một số người ban đầu lầm tưởng rằng, vì hồng y Bergoglio là một tu sĩ Dòng Tên nên ông đã chọn tông hiệu Giáo hoàng là Phanxicô theo Thánh Phanxicô Xaviê, cũng là một linh mục Dòng Tên. Nhưng chính ông giải thích việc chọn tông hiệu này như sau: " Trong cuộc bầu Giáo hoàng, tôi ngồi bên cạnh Đức Hồng y Claudio Hummes, nguyên Tổng Giám mục Sao Paolo, một người bạn rất thân với tôi, khi tình huống trở nên "nguy hiểm", ngài an ủi tôi, không sao đâu! Nhưng khi số phiếu bầu đã lên đến 2 phần ba, mọi người vỗ tay vì đã bầu được giáo hoàng. Ngài ôm hôn tôi và nói: "Đừng quên người nghèo". Lời này đi vào sâu thẳm trái tim tôi: người nghèo, người nghèo. Liên hệ đến người nghèo, gần như ngay lập tức tôi nghĩ về Thánh Phanxicô Assisi. Hồng y Timothy Dolan - một nhân chứng trong mật nghị này cũng xác nhận rằng, ngay sau khi được chọn làm Giáo hoàng, Bergoglio cho biết: "Tôi chọn tên Phanxicô vì yêu quý Thánh Phanxicô thành Assisi". Vatican cũng đã xác nhận rằng tên chính thức của tân Giáo hoàng là Phanxicô, không phải "Phanxicô I". Một phát ngôn viên Vatican nói rằng tên này sẽ trở thành Phanxicô I nếu và chỉ khi có thêm Giáo hoàng chọn tông hiệu Phanxicô về sau. Hiện tại, Giáo hoàng Phanxicô thông thạo tiếng Tây Ban Nha (tiếng mẹ đẻ), tiếng Latinh, tiếng Ý và tiếng Đức.Ông cũng nói được tiếng Anh, tiếng Pháp, tiếng Bồ Đào Nha dù không trôi chảy và một chút thổ ngữ Piedmont. Những lời đầu tiên của ông nói với công chúng trên cương vị giáo hoàng khi chúc phép lành Urbi et Orbi:
| “ | Chào anh chị em thân mến. Tất cả anh chị em cũng biết nghĩa vụ của Mật nghị là bầu ra một Giám mục Rôma. Có vẻ như là các hiền huynh Hồng y của tôi đã phải đi đến cùng trời cuối đất để tìm một vị như thế... kết cuộc là... Tôi cảm ơn anh chị em về sự đón tiếp nồng nhiệt đã đến từ cộng đoàn giáo phận Rôma. Trước hết tôi xin anh chị em hiệp ý trong lời cầu nguyện cho Đức Giáo hoàng Danh Dự Bênêđicctô thứ 16 của chúng ta.. Tất cả chúng ta hãy hiệp ý cầu nguyện cho ngài, xin Chúa ban phép lành cho ngài và xin Đức Mẹ chở che ngài. | ” |

## Sức khỏe

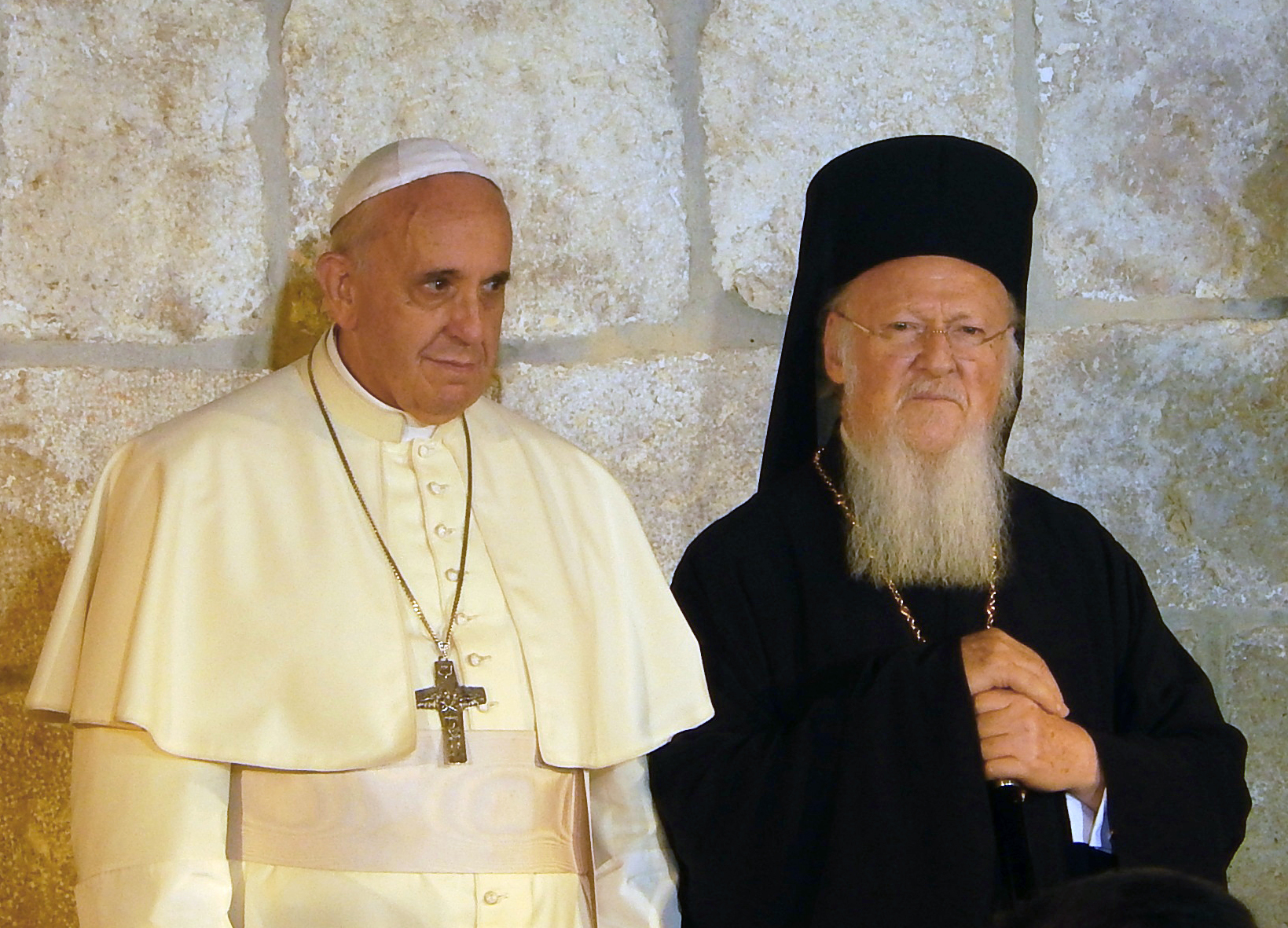
Giáo hoàng Francisco và Thượng phụ Đại kết thành Constantinople Bartholomew I tại nhà thờ Mộ Thánh thành Jerusalem, tháng 5 năm 2014.

Giáo hoàng Phanxicô hiện chỉ còn một lá phổi do một lá phổi của ông đã bị cắt bỏ sau khi ông trở thành linh mục không lâu. Nguyên nhân của việc này, theo như ông nói với người viết tiểu sử của mình là vì khi đó ông bị viêm phổi và ba khối u trong phổi; bệnh tình đã đe dọa nghiêm trọng tính mạng của ông trong ba ngày và các bác sĩ đã quyết định cắt đi một lá phổi, nhưng có vẻ Giáo hoàng đã không bị ảnh hưởng nhiều của việc thiếu mất một lá phổi và ông vẫn sống một cuộc sống khỏe mạnh sau sự kiện này. Các bác sĩ chỉ lo ngại rằng ông có thể bị suy giảm khả năng hô hấp nếu trong tương lai ông bị một chứng viêm nhiễm đường hô hấp nào đó.

## Phong cách
Ông là một vị Giáo hoàng bình dị. Ông không phô trương quyền thế. Các điểm khác biệt giữa ông và vị Giáo hoàng tiền nhiệm Giáo hoàng Biển Đức XVI là: ông chọn nhẫn mạ bạc thay vì nhẫn vàng, dây chuyền thánh giá sắt thay vì vàng, quần đen thay vì trắng, tất đen thay vì trắng và ông chọn giày đen thay vì giày mềm đỏ đặc trưng của chức Giáo hoàng.

## Qua đời

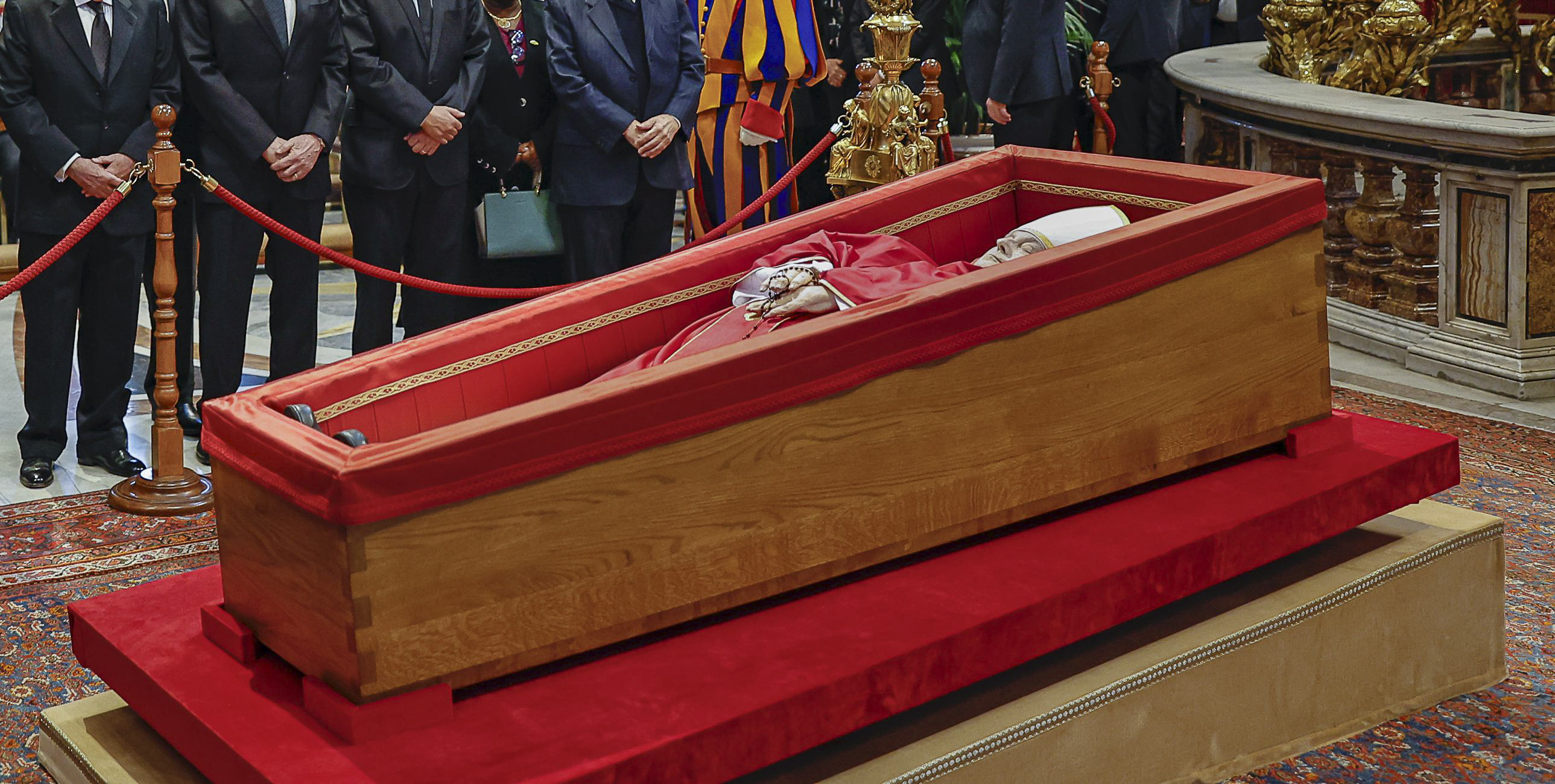
Thi hài cố Giáo hoàng Phanxicô trong quan tài, quàn tại Vương cung Thánh đường Thánh Phêrô ngày 25 tháng 4 năm 2025.

Vào lúc 9 giờ 45 phút (giờ Vatican) sáng ngày 21/04/2025, Đức Hồng y Nhiếp chính Giáo hội Công giáo Rôma Kevin Joseph Farrell, đã thông báo cho toàn thế giới biết về sự ra đi của Đức Giáo hoàng Phanxicô từ Nhà Thánh Mátta bằng những lời sau:
“Anh chị em thân mến, với nỗi đau sâu sắc, tôi phải thông báo về sự qua đời của Đức Thánh Cha Phanxicô.
Vào lúc 7 giờ 35 phút sáng nay, Giám mục Roma, Phanxicô, đã trở về nhà Cha. Cả cuộc đời Ngài đã được hiến dâng để phục vụ Chúa và Hội Thánh của Người. Ngài đã dạy chúng ta sống các giá trị Tin Mừng với lòng trung tín, can đảm và tình yêu phổ quát, đặc biệt là cho những người nghèo khổ và bị gạt ra bên lề.
Với lòng biết ơn sâu xa vì gương sáng của Ngài như một môn đệ đích thực của Chúa Giêsu, chúng ta phó thác linh hồn Đức Thánh Cha Phanxicô cho tình yêu thương xót vô biên của Thiên Chúa Ba Ngôi.”
Qua đó, Tòa Thánh Vatican xác nhận Đức Giáo hoàng Phanxicô đã qua đời vào lúc 7 giờ 35 phút Thứ Hai Phục Sinh, ngày 21 tháng 4 năm 2025, ở tuổi 88 tại dinh thự của Ngài ở Nhà Thánh Mátta của Vatican.
Vào chiều tối thứ Hai, ngày 21/4, Tiến sĩ Andrea Arcangeli, Giám đốc Sở Y tế và Vệ sinh thuộc Phủ thống đốc Vatican đã ban hành giấy chứng nhận chính thức và Văn phòng Báo chí Tòa thánh đã công bố báo cáo y khoa chính thức về cái chết của Giáo hoàng Phanxicô, được xác nhận thông qua phương pháp điện tâm đồ. Nguyên nhân trực tiếp dẫn đến sự qua đời của Đức Thánh Cha là do đột quỵ não, hôn mê và suy tim không hồi phục.
Đồng thời, theo báo cáo y khoa, Giáo hoàng có tiền sử bệnh án bao gồm: suy hô hấp cấp do viêm phổi đa vi khuẩn hai bên, giãn phế quản đa ổ, cao huyết áp và tiểu đường loại II.
Tiến sĩ Andrea Arcangeli kết luận rằng: “Cái chết được xác định thông qua ghi nhận điện tâm đồ. Tôi tuyên bố rằng, theo hiểu biết và lương tâm của mình, các nguyên nhân của cái chết là những điều đã được nêu ở trên”.

## Di chúc
Toà Thánh Vatican đã công bố di chúc của Đức Thánh Cha Phanxicô được viết vào ngày 29 tháng 6 năm 2022, trong đó Đức Thánh Cha chỉ dẫn rõ ràng về việc chôn cất Ngài tại Vương Cung Thánh Đường Đức Bà Cả ở Roma . Toàn văn di chúc của Đức Giáo hoàng Phanxicô đã viết như sau:
Miserando atque Eligendo (Bởi lòng thương xót và sự tuyển chọn)
Nhân danh Chúa Ba Ngôi Chí Thánh. Amen.
Khi cảm nhận được hoàng hôn của cuộc đời trần thế đang đến gần, và với niềm hy vọng vững chắc vào sự sống vĩnh cửu, tôi muốn bày tỏ những di nguyện cuối cùng của mình, chỉ liên quan đến nơi an nghỉ.
Trong suốt cuộc đời, cũng như trong sứ vụ linh mục và giám mục, tôi luôn phó thác mình cho Mẹ của Chúa chúng ta, Đức Trinh Nữ Maria Rất Thánh. Vì lý do này, tôi xin thi hài của mình được an nghỉ - chờ ngày Phục Sinh - tại Vương Cung Thánh Đường Đức Bà Cả.
Tôi ước mong cuộc hành trình trần thế cuối cùng của mình sẽ kết thúc tại chính Thánh đường Đức Mẹ cổ kính này, nơi tôi đã luôn dừng chân để cầu nguyện khi bắt đầu và kết thúc mỗi chuyến Tông du, với lòng tin tưởng phó thác những ý nguyện của mình cho Đức Mẹ Vô Nhiễm, và tạ ơn vì sự che chở dịu hiền và đầy tình từ mẫu của Mẹ.
Tôi xin phần mộ của mình được chuẩn bị trong huyệt mộ ở gian bên, giữa Nhà nguyện Pauline (Nhà nguyện Salus Populi Romani - Phần Rỗi của Dân Thành Rôma) và Nhà nguyện Sforza của Vương Cung Thánh Đường, như được thể hiện trong sơ đồ đính kèm.  
Phần mộ phải đặt dưới lòng đất; đơn giản, không có trang trí đặc biệt, chỉ khắc duy nhất dòng chữ: Franciscus.
Chi phí cho việc chuẩn bị phần mộ sẽ được chi trả từ khoản tiền do một vị ân nhân cung cấp, mà tôi đã sắp xếp chuyển đến Vương Cung Thánh Đường Đức Bà Cả. Tôi đã trao những chỉ dẫn cần thiết về việc này cho Đức Hồng y Rolandas Makrickas, Ủy viên Đặc biệt của Vương Cung Thánh Đường Liberian.
Nguyện xin Chúa ban phần thưởng xứng đáng cho tất cả những ai đã yêu mến tôi và tiếp tục cầu nguyện cho tôi. Mọi đau khổ đã ghi dấu chặng cuối cuộc đời của mình, tôi xin dâng lên Chúa, cho hòa bình thế giới và cho tình huynh đệ giữa các dân tộc.  
Santa Marta, ngày 29 tháng 6 năm 2022
PHANXICÔ